# Зимни олимпийски игри 1948
Петите зимни олимпийски игри се провеждат в Санкт Мориц, Швейцария от 30 януари до 8 февруари 1948 г. Санкт Мориц е домакин на игрите и през 1928 г.
Първоначално игрите е трябвало да се проведат в Сапоро, Япония, но поради избухването на китайско-японската война организацията пропада.
Германия и Япония не са поканени и не взимат участие в олимпиадата.
Скелетонът се завръща в програмата на игрите след еднократното му участие през 1928 г. (отново в Санкт Мориц). Следващият път, когато скелетонът е включен в олимпийската програма, е на игрите в Солт Лейк Сити през 2002 г.
САЩ участва с един аматьорски и един професионален отбор по хокей (с хокеисти от НХЛ).
От 22 дисциплини единствено двама състезатели печелят повече от един медал – френският алпийски скиор Анри Орейе и шведският ски бегач Мартин Лундстрьом.

## Рекорди
- Анри Орейе става първият французин, спечелил златен медал на зимни олимпийски игри.
- Барбара Ан Скот става първата канадка, спечелила златен медал във фигурното пързаляне на олимпийски игри.
- Дик Бътън става първият американец, спечелил златен медал и направил двоен аксел във фигурното пързаляне на олимпийски игри.

## Медали
| Витрина |           |       |        |       |      |
| Място   | Държава   | Злато | Сребро | Бронз | Общо |
| 1       | Норвегия  | 4     | 3      | 3     | 10   |
| 2       | Швеция    | 4     | 3      | 3     | 10   |
| 3       | Швейцария | 3     | 4      | 3     | 10   |
| 4       | САЩ       | 3     | 4      | 2     | 9    |
| 5       | Франция   | 2     | 1      | 2     | 5    |
| 6       | Канада    | 2     | 0      | 1     | 3    |
| 7       | Австрия   | 1     | 3      | 4     | 8    |
| 8       | Финландия | 1     | 3      | 2     | 6    |
| 9       | Белгия    | 1     | 1      | 0     | 2    |
| 10      | Италия    | 1     | 0      | 0     | 1    |

България е представена от двама алпийци (Димитър Дражев и Давид Маджар) и двама ски-бегачи (Никола Делев и Георги Дойков).

## Дисциплини
| - Бобслей - Хокей на лед - Фигурно пързаляне - Ски бягане | - Бързо пързаляне с кънки - Скелетон - Северна комбинация - Ски скокове - Ски алпийски дисциплини |